# アカシアの雨がやむとき
- アカシアの雨がやむとき
- アカシアの雨が止むとき
- アカシアの雨が止む時
- アカシヤの雨が止む時

「アカシアの雨がやむとき」（アカシアのあめがやむとき）は、1960年4月に西田佐知子の歌唱により発表された楽曲名、及び1963年に公開された日活制作の歌謡映画（後述）である。シングルレコード盤の発売はポリドール・レコード（日本グラモフォン、現：ユニバーサルミュージック）。レコード品番はDJ-1062。

## 解説
A面とB面に異なる歌手の歌唱楽曲が収録されたシングルレコードの片面として、1960年4月に発売された。もう片面は、原田信夫が歌う「夜霧のテレビ塔」である。
その「アカシアの雨がやむとき／夜霧のテレビ塔」は、ポリドール・レコードから発売された西田佐知子の4枚目のシングル盤である。それ以前に発売された3枚も、異なる歌い手とカップリングされたシングルレコードであった。発売時のレコード・ジャケットは名前表記が当時の本名とされる「西田佐智子」になっており、原田信夫の顔写真も掲載されていた。しかし本楽曲が浸透した結果、レコード・ジャケットが西田佐知子のみの写真にレイアウト変更され、名前も現芸名の「西田佐知子」に修正されたリニューアル盤が制作され流通していった。
1968年時点での累計売上は100万枚。
シングル盤の発売自体は前述の通り1960年であったが、『NHK紅白歌合戦』（以降「紅白」）では1962年の第13回で初披露された。歌唱順は、紅組のトリ（島倉千代子）前である。尚、紅白には前年の第12回に「コーヒールンバ」で初出場をしている。紅白同様、年末に放送される日本レコード大賞では、1962年の『第4回輝く!日本レコード大賞』においてロング・セールスが評価され、「特別賞」が授与された。
紅白では、20回目の記念放送となった1969年の第20回でも披露された。1962年の紅白映像はNHKに残されていないとされ、現存するのは第20回の映像のみである（モノクロ映像）。民間放送で本楽曲を歌う西田佐知子の映像が放送される場合、この第20回の歌唱映像が貸し出される事がある。カラー映像は、1968年12月27日にTBS系で放送された『日本レコード大賞10周年特別番組』に出演した時の映像と、結婚して仕事を大幅に減らしていた1975年にNHKで放送された『あの歌この人半世紀』に出演した時の映像が現存する。
1963年には、浅丘ルリ子主演、高橋英樹が相手役で西田佐知子本人も出演した日活制作の歌謡映画『アカシアの雨がやむとき』が封切られた。2002年の年末、NHK-BS2で放送された特別番組『あなたが選ぶ思い出の紅白・感動の紅白』において、VTR出演した浅丘が「もう一度聴きたい曲」として本楽曲を挙げ、第20回の映像が放送された。この第20回は、審査員として西田が独身時代親しかった浅丘も出演していた。
本楽曲で歌われるアカシアは、本当のアカシアではなくニセアカシアとされる。また、「アカシアの雨が止むとき」「アカシアの雨が止む時」「アカシヤの雨が止む時」など表記は幾つか散見されるが、近年発売される西田佐知子のベスト・アルバムではJASRAC届出の「アカシアの雨がやむとき」で統一されている。

## ヒットした背景
「アカシアの雨がやむとき」が支持された背景として、「日米安保闘争」と関連付けて語られることが多くある。その話りの中身とは、1960年1月の「日本国とアメリカ合衆国との間の相互協力及び安全保障条約」調印を発端とした安保闘争後、反対運動の成果ゼロという結果に疲れた若者たちが西田佐知子の乾いたボーカルと廃頽的な詞に共鳴し、歌われたことで広まっていった、というものである。そのため、テレビ番組では当時の世相を反映する楽曲として、安保闘争（とりわけ樺美智子死亡による抗議デモ）の映像のバックで流れることがある。

## エピソード
西田佐知子がこの「アカシアの雨がやむとき」をレコーディングする際、なかなか上手く歌えず苦労していた時に、この曲の作詞者である水木かおるから『この曲は、芹沢光治良の『巴里に死す』という小説をモチーフにして書いたものなの』と言われ、パリの風景をイメージして歌うようにしたことを語っている。

## 収録曲
- Side A アカシアの雨がやむとき（3:32）

歌：西田佐知子
作詞: 水木かおる 作曲・編曲: 藤原秀行
- Side B 夜霧のテレビ塔

歌：原田信夫
作詞・作曲: 萩敏郎、編曲: 大倉一太

## 主な収録作品
アカシアの雨がやむとき
- たそがれの恋 西田佐知子ヒット・アルバム（1967年）
- 西田佐知子 アカシアの雨がやむとき（1993年：POCH-1288）
- 全曲集（1994年：POCH-1437）
- アーリー・デイズ（1998年：PCD-1592）
- 西田佐知子全曲集（1999年：POCH-1842）
- スーパー・バリュー 西田佐知子（2001年：UPCH-8010）
- GOLDEN☆BEST 西田佐知子（2003年：UICZ-6041）
- 西田佐知子 ベスト10（2005年：UPCY-9016）
- ベストヒット&カラオケ 西田佐知子（2006年：UPCY-6167）
- 西田佐知子 魅惑のヒット集ベリーベスト（2006年：EJS-5）
- 西田佐知子歌謡大全集（2007年：UPCY-9096/100）
- 西田佐知子 エッセンシャル・ベスト（2007年：UPCY-9137）
- 初めての街で 〜西田佐知子ベストセレクション〜（2009年：UPCY-6543）

## 主なカバー
「アカシアの雨がやむとき」は、多くの歌手にカバーされている。
1960年～70年代前後では美空ひばり、青江三奈、ちあきなおみ、藤圭子など、その当時の第一線で活躍していた歌手がレコーディングし、また小林旭や舟木一夫、氷川きよしなどといった男性歌手もカバーしている。
1980年代以降では『第16回思い出のメロディー』（NHK、1984年）において松田聖子が「母がよく口ずさんでいた」という理由で披露したり、工藤静香がカバー・アルバムで取り上げたりと、世代を越えてポップス系の歌手にもカバーされている。特に戸川純のカバーは、曲の初めと終わりに学生運動風の効果音を挿入しているのが特徴的である。
主なカバー例
- 青江三奈 - アルバム『GOLDEN☆BEST 青江三奈 カヴァー・コレクション』収録
- 石川さゆり - CD-BOX『二十世紀の名曲たち』収録
- いしだあゆみ - CD-BOX『さすらいの天使』収録
- 石原詢子 - シングル「逢いたい、今すぐあなたに…。」、CD-BOX『石原詢子 時代のうた』、アルバム『我がこころの愛唱歌II〜人情と活気に溢れてたあの時代〜』収録
- おおたか静流 - アルバム『REPEAT PERFORMANCE』収録
- 大月みやこ - アルバム『心に残るきらめきの名曲集 VOL.3』収録
- 工藤静香 - アルバム『昭和の階段 Vol.1』収録
- クミコ - CD-BOX『コンプリート・クミコ・ボックス 〜二十五年〜』収録
- 研ナオコ - アルバム『雨のち晴れ、ときどき涙』収録
- 香西かおり - アルバム『綴織百景VOL.2 花』『昭和の名曲を唄う』収録
- 小林旭 - アルバム『GOLDEN☆BEST 小林旭 ヒット全曲集』収録
- 庄野真代&加藤実 - アルバム『Time Traveller vol.2〜ノスタルジアの樹〜』収録
- JOJO広重 - アルバム『生きてる価値などあるじゃなし』収録
- ちあきなおみ - アルバム『ちあきなおみ大全集』収録
- 天童よしみ - アルバム『昭和演歌名曲選 第10集』収録
- 戸川純 - アルバム『昭和享年』収録
- 氷川きよし - アルバム『演歌名曲コレクション8〜玄海船歌〜』収録
- 一青窈 - アルバム『歌窈曲』（2012年）収録
- 林あさ美 - アルバム『歌謡曲がお好き』収録
- 藤圭子 - アルバム『GOLDEN☆BEST 藤圭子 ヒット&カバーコレクション 艶歌と縁歌』収録（1970年渋谷公会堂Live ver.と1973年sutdio録音ver.の音源がある）
- 舟木一夫 - アルバム(LP)『花もよう』(1976年)に初収録、カバー・アルバム『名曲カバー傑作撰』収録
- 美空ひばり - アルバム『歌謡曲50年（第11集）』収録
- 美輪明宏 - アルバム『美輪明宏の世界』収録
- 山崎ハコ - シングル『アカシアの雨がやむとき』収録
- 山本潤子 - アルバム『SLOW DOWN』収録

## 映画
本曲を題材にした歌謡映画が、1963年4月14日に日活系で公開された。主演は浅丘ルリ子と高橋英樹で、西田も助演している。日活カラー、日活スコープ、89分。
2012年2月29日に「オフィスワイケー」よりDVDが発売された。

### スタッフ
- 企画 - 浅田健三、柳川武夫
- 原作 - 川野京輔
- 脚本 - 棚田吾郎、砂山啓三
- 監督 - 吉村廉
- 撮影 - 姫田真佐久
- 音楽 - 藤原秀行
- 美術 - 小池一美
- 照明 - 岩木保夫
- 録音 - 米津次男
- スチル - 荻野昇
- 編集 - 井上親弥

### 出演者
- 杉山恵子 - 浅丘ルリ子
- 石崎英夫 - 高橋英樹
- 近藤和也 - 葉山良二
- 三好幸子 - 西田佐知子
- 朝川信造 - 菅井一郎
- 朝川かね子 - 原恵子
- 大石明子 - 高野由美
- 中村恭介 - 相原巨典
- 木島四郎 - 庄司永健
- あや子 - 武内悦子
- マリ子 - 大倉節美
- 小林昭二 - 八代康二
- 高野支配人 - 佐野浅夫
- 朱実 - 千代侑子
- 杉山千代 - 早川名美
- 船山 - 柳瀬志郎
- 植村 - 会田為久
- 医師 - 二木草之助、鴨田喜由
- 駐在巡査 - 河上信夫
- 茶屋の主人 - 山田禅二
- 店員 - 大川隆
- 週刊誌の記者 - 三浜元
- 週刊誌のカメラマン - 小柴隆

### 同時上映
『川っ風野郎たち』
- 原作 - 香山美子 / 脚本 - 中島文博 / 監督 - 若杉光夫 / 主演 - 和泉雅子